# Biblioteca Central Universidad Mayor de San Andrés
La Biblioteca Central Universidad Mayor de San Andrés es una biblioteca dependiente de la Universidad Mayor de San Andrés en Bolivia.
La Biblioteca reúne material bibliográfico relacionado con las Facultades, Carreras e Institutos de investigación que integran la Universidad. Fue creada durante la Presidencia de Hernando Siles por Decreto Supremo de la Nación el 22 de marzo de 1930. Durante 12 años, Porfirio Díaz Machicao fue director de la Biblioteca. Se ubica en la Avenida Villazón No 1995 Monoblock Central de Universidad Mayor de San Andrés, en la ciudad de La Paz, Bolivia.

## Estructura
La Biblioteca cuenta con
- Hemeroteca
- Colección de obras de autores bolivianos
- Colección de obras de autores extranjeros
- Tesario
- Archivo histórico
- Museo de escritores bolivianos
- Biblioteca virtual[3]

## Repositorio
El Repositorio de la Universidad Mayor de San Andrés cuenta con importantes documentos, como 2000 manuscritos, algunos datados en el s XVI, además su acervo está constituido porː
- ̈Biblioteca Universitaria Central.[6]
- Facultad de Agronomía.[7]
- Facultad de Arquitectura, Artes, Diseño y Urbanismo.[8]
- Facultad de Ciencias Económicas y Financieras.[9]
- Facultad de Ciencias Farmacéuticas y Bioquímicas.[10]
- Facultad de Ciencias Geológicas.[11]
- Facultad de Ciencias Puras y Naturales.[12]
- Facultad de Ciencias Sociales.[13]
- Facultad de Derecho y Ciencias Políticas.[14]
- Facultad de Humanidades y Ciencias de la Educación.[15]
- Facultad de Medicina, Enfermería, Nutrición y Tecnología Médica.[16]
- Facultad de Odontología.[17]
- Facultad de Tecnología.[18]
- Instituto de Desarrollo Regional.[19]
- CEPIES - Centro Psicopedagógico y de Investigación en Educación Superior.[20]
- CIDES - Postgrado en Ciencias del Desarrollo.[21]